# Решительный (Гомельская область)
Решительный (бел. Рашучы) — упразднённый посёлок в Светиловичском сельсовете Ветковского района Гомельской области Белоруссии.
В результате катастрофы на Чернобыльской АЭС и радиационного загрязнения жители (2 семьи) переселены в 1989 году в чистые места.

## География

### Расположение
В 40 км на север от Ветки, 61 км от Гомеля.

### Гидрография
На востоке мелиоративные каналы.

## Транспортная сеть
Транспортные связи по просёлочной, затем автомобильной дороге Чечерск — Светиловичи. Застройка деревянная усадебного типа.

## История
Основан в начале 1920-х годов переселенцами из соседних деревень на бывших помещичьих землях. В 1926 году в Скачок-Габровского сельсовете Светиловичского района Гомельского округа, работал почтовый пункт. В 1929 году жители вступили в колхоз. 3 жителя погибли на фронте во время Великой Отечественной войны. В 1959 году входил в состав совхоза «Восточный» (центр — деревня Акшинка).
С 29 ноября 2005 года исключён из данных по учёту административно-территориальных и территориальных единиц.

## Население

### Численность
- 1989 год — жители (2 семьи) переселены.

### Динамика
- 1926 год — 25 дворов, 113 жителей.
- 1959 год — 77 жителей (согласно переписи).
- 1989 год — жители (2 семьи) переселены.